# Toyota Field
Das Toyota Field ist ein Fußballstadion in San Antonio, Texas.
Die 2013 fertiggestellte Spielstätte ist Heimat der San Antonio Scorpions, die in der North American Soccer League spielen. Seitdem hat das Stadion eine Kapazität von 8.296 Zuschauern bei Fußballspielen und 13.000 bei Konzerten und anderen Veranstaltungen.
Das Stadion soll in drei Phasen auf 18.000 Plätze erweitert werden, von denen die erste beendet wurde. Der Automobilkonzern Toyota hat derzeit die Namensrechte an der Spielstätte.

## Geografie
Das Toyota Field befindet sich in der Nähe des Heroes Stadium, einem American-Football-Stadion, welches dem North East Independent School District untersteht. Das Stadion selbst grenzt an den STAR Soccer Complex und den Freizeitpark Morgan’s Wonderland. Diese beiden Einrichtungen gehören auch zur gemeinnützigen Sports Outdoor and Recreation Organisation.

## Geschichte

### Erbauung
Gordon Hartman, Gründer der Sports Outdoor and Recreation Inc., rief die Soccer For A Cause Initiative ins Leben. Hiermit sollte der Fußball in San Antonio Einzug halten und für einen wirtschaftlichen Mehrwert sorgen. Außerdem sollte mit der Gründung der San Antonio Scorpions im Jahr 2010, deren Besitzer auch die Familie Hartmann ist, eine weitere Finanzquelle für den Freizeitpark Morgan’s Wonderland geschaffen werden. Somit fasste Hartmann den Plan, ein Fußballstadion zu bauen. Mit dem Bau wurde im Februar 2012 begonnen.

### Eröffnung
Am 13. April 2013 wurde das Toyota Field mit dem San Antonio Scorpions gegen Tampa Bay Rowdies eröffnet. Das NASL Ligaspiel endete 2:0 für die Gäste aus Florida.

## Kapazität
Das Stadion hat eine Gesamtkapazität von 8.296 Zuschauern. Bei Konzerten und anderen Veranstaltungen, bei denen der Innenraum genutzt werden kann, sind 13.000 Zuschauer möglich. In den 8.296 Sitzplätzen sind 16 Logen enthalten. Außerdem gibt es einen Biergarten mit 200 Plätzen, eine Tribüne für Rollstuhlfahrer, eine erhöhte Terrasse mit Blick über das Stadion für 100 Zuschauer und eine spezielle Fanzone. Insgesamt können so 9.000 Zuschauer ein Spiel verfolgen.